# Даніель Еллсберг
Деніел Еллсберг (англ. Daniel Ellsberg; 7 квітня 1931, Чикаго, Іллінойс — 16 червня 2023, Кенсінгтон, Каліфорнія) — американський військовий аналітик і співробітник корпорації «РЕНД»,  в 1971 році передав пресі секретний збірник «Американсько-в'єтнамські відносини,  1945-1967: Дослідження», надалі знаний як «Документи Пентагону». Інформація в ньому розкривала неприємну для вищого керівництва США інформацію про війну у В'єтнамі та її передісторію.

## Біографія
Деніел Еллсберг народився в Чикаго,  християнській єврейській родині. У дитинстві виявляв хист до гри на піаніно. Мати Даніеля,  Адель Еллсберг,  всіляко заохочувала музичний розвиток сина,  але він перестав грати після її загибелі в автокатастрофі,  що сталася в 1946 році з вини батька Даніеля, що заснув за кермом .
Після закінчення середньої школи Деніел Еллсберг виграв стипендію у Гарвардському університеті. Він закінчив його з відзнакою в 1952 році зі ступенем бакалавра в області економіки. Протягом одного року по стипендії імені Вудро Вільсона продовжував навчання в Кембридзькому університеті.
У 1954 році був покликаний в армію,  служив у морській піхоті. 1957 року був демобілізований у званні старшого лейтенанта.
У 1959 році поступив на роботу до корпорації «РЕНД»,  де займався питаннями ядерної стратегії. 1961 року першим описав ефект неоднозначності. 1962 року за свою дисертацію,  пов'язану з теорією прийняття рішень,  був удостоєний ступеня доктора філософії у Гарвардському університеті.
У 1964 році Еллсберга направили в Південний В'єтнам. Там він обіймав посаду старшого офіцера зв'язку при посольстві США в Сайгоні. У В'єтнамі Еллсберг перебував протягом двох років.
Після повернення в США,  Деніел Еллсберг продовжив роботу в RAND. З 1967 1968 він брав участь у підготовці секретної доповіді «Американсько-в'єтнамські відносини, 1945-1967: Дослідження», яка була замовлена міністром оборони США Робертом Макнамара. Під час роботи над доповіддю,  ставлення Еллсберга до війни у В'єтнамі стало різко критичним. З 1969 року він почав відвідувати антивоєнні мітинги. В той таки час він розпочав копіювати секретну доповідь, всього встиг скопіювати приблизно 7000 сторінок. Еллсберг почав робити спроби передати копії доповіді антивоєнно налаштованим конгресменам і сенаторам. Коли це не вдалося,  він передав їх у газету «Нью-Йорк Таймс»,  де вони були опубліковані 13 червня 1971.
Хоча газета не розголошувала джерела витоку, ФБР почала пошуки Еллсберга, який став переховуватися.
28 червня 1971 Еллсберг віддав себе в руки органів правосуддя.
Деніел Еллсберг був арештований і відданий під суд. Після скандалу Вотергейт стало відомо, що адміністрація Ніксона намагалася скомпрометувати його.
Йому загрожувало до 115 років тюремного ув'язнення,  але методи збору доказів,  що явно порушували права людини (прослуховування телефону,  незаконні обшуки тощо) спровокували широкий рух громадської підтримки. Деніел Еллсберг був виправданий.
Після припинення судового розгляду та звільнення з RAND'у,  Деніел Еллсберг давав лекції. 2002 року він випустив книгу мемуарів «A Memoir of Vietnam and the Pentagon Papers». З початком Іракської війни Еллсберг знову зайнявся антивоєнною діяльністю,  і навіть був заарештований під час одного з мітингів,  що проходив неподалік від ранчо Джорджа Буша. 2009 року про життя Еллсберга був знятий документальний фільм «Найнебезпечніша людина Америки: Деніел Еллсберг та документи Пентагону»,  який був номінований на здобуття кінопремії «Оскар» в категорії «Найкращий документальний повнометражний фільм». Тепер[коли?] Деніел Еллсберг активно виступає в підтримку Джуліана Ассанжа,  і діяльності сайту WikiLeaks.
Секретний збірник (Папери Пентагону) був повністю розсекречений через 40 років після витоку, у 2011 році 